# Grotle
Grotle (japanski: ハヤシガメ Hayashigame) jedan je od 1025 fiktivnih vrsta Pokémona iz medijske franšize Pokémon, skupa Pokémon videoigara, animiranih serija, manga stripova, knjiga, igraćih karata i drugih medija kojima je tvorac Satoshi Tajiri. Svrha je Grotlea u videoigrama, animiranoj seriji i manga stripovima, kao i svrha ostalih Pokémona, borba s divljim Pokémonima – neukroćenim stvorenjima koje igrači i likovi pronalaze dok kreću na razne avanture – i pripitomljenim Pokémonima drugih Pokémon trenera.
Ime Grotle dolazi od engleskih riječi "grow" = rasti, i "turtle" = kornjača. Njegovo japansko ime kombinacija je japanskih riječi "hayashi" = šuma, i "kame" = kornjača. 

## Biološke karakteristike
Grotle je Pokémon nalik na kornjaču, s oklopom koji mu sada prekriva i vrh glave. Oklop je žute boje, s tri smeđe linije. Pruža se od vrha njegove glave do kraja repa, i služi mu kao dobra zaštita od fizičkih napada. Na oklopu su dva poveća grma zelenih nijansi. Služe mu za korištenje Travnatih napada poput Oštrice lista (Razor Leaf), ili još snažnijeg napada Lisnate oluje (Leaf Storm). Tijelo ispod oklopa svijetlozelene je boje, jednake boje kao i tijelo njegova prethodnog oblika, Turtwiga. Čeljust mu, u odnosu na tijelo, nije toliko razvijena kao Turtwigova, ali je svejedno snažna, s kukastom gornjom čeljusti kojom, kada zagrize, više ne pušta. Na obrazima su mu dvije šiljate izrasline koje su spojene s donjom čeljusti. Ima veoma snažne noge, svijetlo zelene boje, sa žutim stopalima i tri oštre kandže na svakoj nozi. Težina mu može preći 95 kilograma, čineći jednim od najtežih razvoja početnih Pokémona. 

## U videoigrama
Jedan od dosljednih aspekata svih Pokémon igara – od Pokémon Red i Blue za Nintendo Game Boy, do igara Pokémon Diamond i Pearl za Nintendo DS konzole – izbor je tri različita Pokémona na početku igračeve avanture; ta tri Pokémona etiketirana su kao Početni (ili starter) Pokémoni. Igrač može birati između Vodenog, Vatrenog ili Travnatog Pokémona, autohtonog za to područje; iznimka od ovog pravila je Pokémon Yellow (remake verzija prvotnih igara koja prati priču Pokémon animirane serije), gdje igrač dobiva Pikachua, Električnog miša, poznatog po tome što je maskota Pokémon medijske franšize.
Grotle je dostupan u Pokémon Diamond i Pearl videoigrama, no igrač mora izabrati Turtwiga na početku svoje avanture, te ga razviti na 18. razini u Grotlea, kojega kasnije, na 32. razini može, a i ne mora, razviti u Torterru. Turtwig je Travnati početni Pokémon u četvrtoj generaciji igara.
Grotle kroz iskustvo uči razne tehnike, uglavnom Mračne i Travnate. Jedan je od Travnatih Pokémona koji može naučiti Lisnatu oluju (Leaf Storm), snažni Travnati napad, jednak Vatrenom napadu Pregrijavanja (Overheat), koji nakon izvođenja spušta korisnikov Special Attack status za dvije razine.   